# El Alto, Chiapas
El Alto är en ort i Mexiko.   Den ligger i kommunen La Trinitaria och delstaten Chiapas, i den sydöstra delen av landet, 800 km öster om huvudstaden Mexico City. El Alto ligger 1 589 meter över havet och antalet invånare är 481.
Terrängen runt El Alto är kuperad söderut, men norrut är den platt. Runt El Alto är det ganska glesbefolkat, med 42 invånare per kvadratkilometer. Närmaste större samhälle är Comitán, 18,5 km nordväst om El Alto. I omgivningarna runt El Alto växer huvudsakligen savannskog.